# Олиба Кабрета
Оли́ба Кабре́та (кат. Oliba Cabreta; умер в 990) — граф Сердани (968—988), Конфлана (под именем Олиба III; 968—988) и Бесалу (984—988) из Барселонской династии.

## Биография

### Происхождение
Олиба Кабрета был третьим сыном Миро II Младшего и Авы. Своё прозвище — кат. cabreta, «коза» — Олиба получил, как написано в средневековых исторических хрониках, за привычку во время сильного гнева топать ногой, подобно тому, как это делают козы.

### Правление
На момент смерти Миро II в 927 году, также как и братья, Олиба Кабрета был ещё ребёнком и, вероятно, проживал вместе с матерью Авой, управлявшей до 941 года владениями сыновей в качестве регента. Впервые Олиба упоминается в хартии, датированной 936 годом. Историки предполагают, что к этому времени он уже стал совершеннолетним. В 953 году его старший брат Сунифред II сделал Олибу своим соправителем в Сердани. После смерти бездетного Сунифреда II в 968 году Олиба Кабрета и его младший брат Миро III Бонфиль произвели раздел владений: Олиба получил графства Сердань и Конфлан, Миро — графство Бесалу. Олиба Кабрета также назначил Миро III своим соправителем в Сердани и Конфлане, однако при этом Миро признал над собой верховную власть старшего брата.
Олиба Кабрета был очень набожным человеком, бо́льшую часть своего правления посвятившим опеке над многочисленными церквями и монастырями, находившимися в его владениях. В 968 году он совершил паломничество в Рим, где получил от папы римского Иоанна XIII буллы с привилегиями для монастырей Арлес и Сан-Мигель-де-Кюкса. При его поддержке были перестроены и расширены монастыри Сан-Мигель-де-Кюкса (974 год) и Санта-Мария-де-Риполь (977 год). Олиба Кабрета вместе с Миро III Бонфилем основал в 977 году два больших монастыря, Санта-Мария-де-Серратеш и Сан-Пере-де-Бесалу, на церемонии освящения которых присутствовали многие представители знати и иерархи Каталонии. Также сохранилось большое количество дарственных и иммунных хартий, выданных Олибой различным церквям и монастырям.
В 979 году граф Олиба Кабрета вторгся с войском во владения графа Каркассона Роже I, попытавшись захватить принадлежавшее тому графство Разес. Хотя Олибе не удалось присоединить Разе к своим владениям, граф Каркассона при заключении мира должен был передать графу Сердани область Капсир. Вскоре после этого коменданты крепостей Вивер и Эстела, расположенных около Сольсоны, подняли против Олибы Кабреты мятеж, который был подавлен графом. В 984 году, после смерти Миро III Бонфиля, Олиба получил власть и над графством Бесалу, таким образом вновь соединив в одних руках управление всеми владениями своего отца.
В феврале 988 года Олиба Кабрета, вероятно, находясь под сильным влиянием святого Ромуальда, отрёкся от престола. В составленном по этому поводу завещании Олиба передал своих ещё несовершеннолетних детей под опеку папы римского и разделил свои владения между тремя старшими сыновьями: Бернардо I Тальяферро получил графство Бесалу, Вифред II — Сердань и Конфлан, а Олиба Аббат — графство Берга и Рипольес. После этого Олиба Кабрета отправился в Италию, где стал монахом в монастыре Монтекассино. В том же монастыре он и умер в 990 году.

### Семья
Граф Олиба Кабрета был женат (не позднее 16 августа 967 года) на Эрменгарде (умерла в 994 или 1013 году). Её происхождение точно неизвестно, но ряд историков считает, что она могла быть дочерью графа Ампурьяса Госберта. Детьми от этого брака были:
- Бернардо I Тальяферро (умер 26 сентября или 13 октября 1020 года) — граф Бесалу (988—1020) и Рипольеса (1003—1020)
- Вифред II (умер в 1050 году) — граф Сердани (988—1035) и Берги (1003—1035)
- Олиба Аббат (971—30 октября 1046) — граф Берги и Рипольеса (988—1003), аббат монастырей Санта-Мария-де-Риполь и Сан-Мигель-де-Кюкса (1008—1046), епископ Вика[англ.] (1018—1046)
- Беренгер[кат.] (погиб в 1003 году) — епископ Эльны[англ.] (993—994 и 999—1003)
- Аделаида — жена сеньора Салеса Хуана де Ориола.

Также Олиба имел одну внебрачную дочь, Ингибергу (умерла ранее 1046 года), последнюю аббатису монастыря Сан-Хуан-де-лас-Абадесас (996—1017).